# Kurt Palis
Kurt Palis (* 16. Oktober 1937 in Engelshöhe, Landkreis Wehlau) ist ein deutscher Politiker (SPD) und ehemaliger Bundestagsabgeordneter.

## Leben
Palis besuchte nach der Volksschule das Gymnasium und machte 1957 das Abitur. Er studierte anschließend an der Universität Hamburg die Fächer Pädagogik und Rechtswissenschaft. Er war von 1969 bis 1977 Schulungsreferent einer Privatversicherung und übernahm das fachliche Training von Außendienstmitarbeitern der Firma. Anschließend war er von 1977 bis 1980 selbst im Versicherungsaußendienst tätig. Bis 1993 arbeitete er anschließend wieder als Referent in Versicherungsunternehmen.

## Politik
Palis ist Mitglied der Gewerkschaft HBV und war Betriebsratsvorsitzender im Versicherungsunternehmen, in dem er tätig war. Seit 1965 ist Palis Mitglied der SPD, zeitweilig war er auch Vorsitzender des Distriktvorstandes in Hamburg-Jenfeld und des SPD-Ortsvereinsvorstandes Soltau. Von 1991 bis 1993 war er Ratsmitglied der Stadt Soltau. Von 1991 an war er Kreistagsabgeordneter des Landkreises Soltau-Fallingbostel. Als er am 12. Juli 1993 in den Bundestag einzog, ließ er sowohl dieses Amt, wie auch seine Beschäftigung in der Versicherung, ruhen. Er ersetzte den kurz zuvor verstorbenen Abgeordneten Günther Tietjen und gehörte dem Bundestag bis zum Ende der vierzehnten Legislaturperiode 2002 an.